# 앨런 로언솔

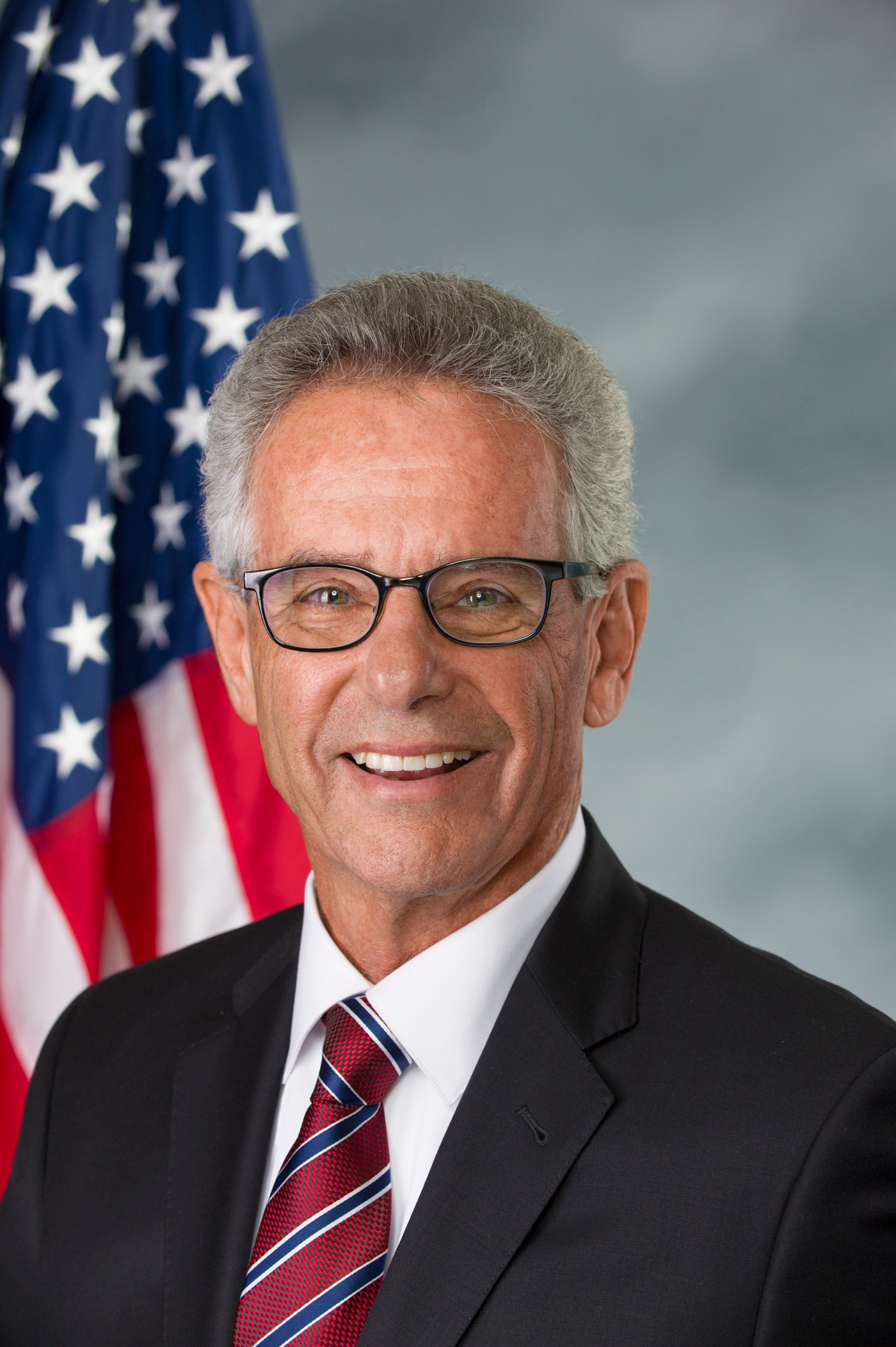
앨런 로언솔 의원

앨런 S. 로언솔(영어: Alan S. Lowenthal, 1941년 3월 8일 ~ )은 미국의 정치인이다. 민주당 소속으로 캘리포니아주 상원의원(2004-2012), 미국 하원 의원(2013- )을 지냈다.
로언솔 의원은 2015년 4월, 일본 정부가 일본군 위안부 강제동원 사실을 인정할 것을 촉구하는 연판장에 서명한 의원 중 한 명이다.

## 역대 선거 결과
| 선거명      | 직책명                           | 대수  | 정당   | 득표율 | 득표수    | 결과 | 당락                       |
| ----------- | -------------------------------- | ----- | ------ | ------ | --------- | ---- | -------------------------- |
| 1998년 선거 | 하원의원 (캘리포니아 제54선거구) | 83대  | 민주당 | 49.57% | 54,330표  | 1위  | 캘리포니아 주의원 당선     |
| 2000년 선거 | 하원의원 (캘리포니아 제54선거구) | 84대  | 민주당 | 58.59% | 83,000표  | 1위  | 캘리포니아 주의원 당선     |
| 2002년 선거 | 하원의원 (캘리포니아 제54선거구) | 85대  | 민주당 | 60.06% | 59,726표  | 1위  | 캘리포니아 주의원 당선     |
| 2004년 선거 | 상원의원 (캘리포니아 제27부)     | 86대  | 민주당 | 63.25% | 150,289표 | 1위  | 캘리포니아 주의원 당선     |
| 2008년 선거 | 상원의원 (캘리포니아 제27부)     | 88대  | 민주당 | 66.90% | 147,780표 | 1위  | 캘리포니아 주의원 당선     |
| 2012년 선거 | 하원의원 (캘리포니아 제47선거구) | 113대 | 민주당 | 56.56% | 130,093표 | 1위  | 캘리포니아주 하원의원 당선 |
| 2014년 선거 | 하원의원 (캘리포니아 제47선거구) | 114대 | 민주당 | 55.99% | 69,091표  | 1위  | 캘리포니아주 하원의원 당선 |
| 2016년 선거 | 하원의원 (캘리포니아 제47선거구) | 115대 | 민주당 | 63.72% | 154,759표 | 1위  | 캘리포니아주 하원의원 당선 |
| 2018년 선거 | 하원의원 (캘리포니아 제47선거구) | 116대 | 민주당 | 64.86% | 143,354표 | 1위  | 캘리포니아주 하원의원 당선 |
| 2020년 선거 | 하원의원 (캘리포니아 제47선거구) | 117대 | 민주당 | 63.27% | 197,028표 | 1위  | 캘리포니아주 하원의원 당선 |

## 참고 자료
- 위키미디어 공용에 앨런 로언솔 관련 미디어 분류가 있습니다.
- 앨런 로언솔  - 공식 웹사이트
- 앨런 로언솔 - X